# 精液

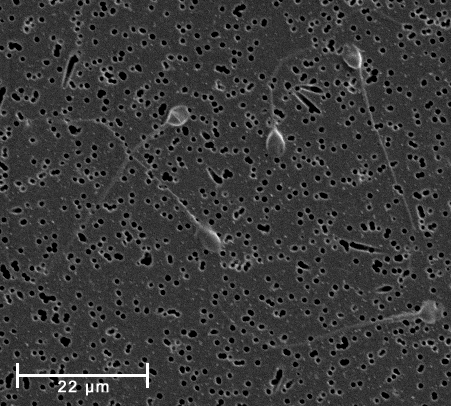
以人類為例，精子是正常精液當中的主要成分，以及與女性卵細胞受精的載體。

精液（英語：Semen），闽南话、台灣話、潮汕话叫做“潲”或“洨”（读音：siâu），而有的地方叫做“㞞”（上尸下從，读音：sónɡ）。是一种可能含有精子的有機流質。它是由雄性或雌雄同體的動物的生殖腺等器官所分泌的，並能跟雌性的卵子受精結合。人類的精液除了精子以外，還含有其他不同的成分：像蛋白水解酶般的酶以及果糖皆能使精子在體外存活一段時間，此外精液亦提供一個介質予精子移動。大部分精液源於位於骨盆的精囊。令精液射出的過程稱之為射精。精液也是遺傳物質的一種。人類已對其他動物的精液進行冷凍保存，用以使某一特定品種得到保育。

## 生物學

### 受精
精子可以跟卵子結合成為受精卵，這個過程稱為受精，是生物學中動物繁衍的一種過程。不同物種依期不同的生態習性，會有不同的受精方式，也會有不同的精液組成。在體外受精的情況下，精子和卵子會在雌性體外受精結合。以这种方式繁衍下一代的包括許多生活在水中的動物，它們的雄性和雌性可能會分别將卵子和精子排出至水生環境中，讓其在当中结合受精。
而在體內受精的情況下，受精則会發生於雌性的性器官內。雄性透過交配，把精子授予雌性后方可進行體內受精。許多脊椎動物（爬行動物、一些魚類，以及大多數鳥類）的體內受精都是以泄殖腔交配的形式進行。而哺乳動物的交配則以陰莖跟陰道互相接合的方式進行。

## 人類精液與生理學

### 發育
人類男性第一次射精通常發生在青春期的開始之後一年左右，一般是透過自然夢遺或性刺激（與異性接觸下或自慰）促使第一次射精（以下簡稱“初精”），初精的量通常很少，在接下來的3個月生產不到1毫升的精液，通常是清澈的顏色。性成熟初期的精液呈現果凍狀，不像成熟男性精液能液化。精液的發展概要如下表。
約九成的初精內容物並不含精子。僅少數人的初精精液中含有精子，但是這些人精液中的精子又有絕大多數（97%）沒有運動力，剩餘的精子（3%）有異常的動作。隨著青春期的發展，正常型態的精子數量會增加。初精12~14個月後，精液會出現液化性質。初精過後的24個月內，精液量、精液內含精子數、與精子的健康度就會達到成熟男性的程度。
| 第一次 射精時間（月） | 平均精液量 （毫升） | 液化    | 平均精子濃度 （百萬個精子/毫升） |
| --------------------- | ------------------- | ------- | -------------------------------- |
| 0                     | 0.5                 | Nos     | 0                                |
| 6                     | 1.0                 | Nos     | 20                               |
| 12                    | 2.5                 | No/Yesb | 50                               |
| 18                    | 3.0                 | Yesc    | 70                               |
| 24                    | 3.5                 | Yesc    | 300                              |

s精液為果凍狀，且不會液化。

b大部分精液檢體會液化，有些仍然維持果凍狀。

c精液在一個小時內液化。

### 組成成分

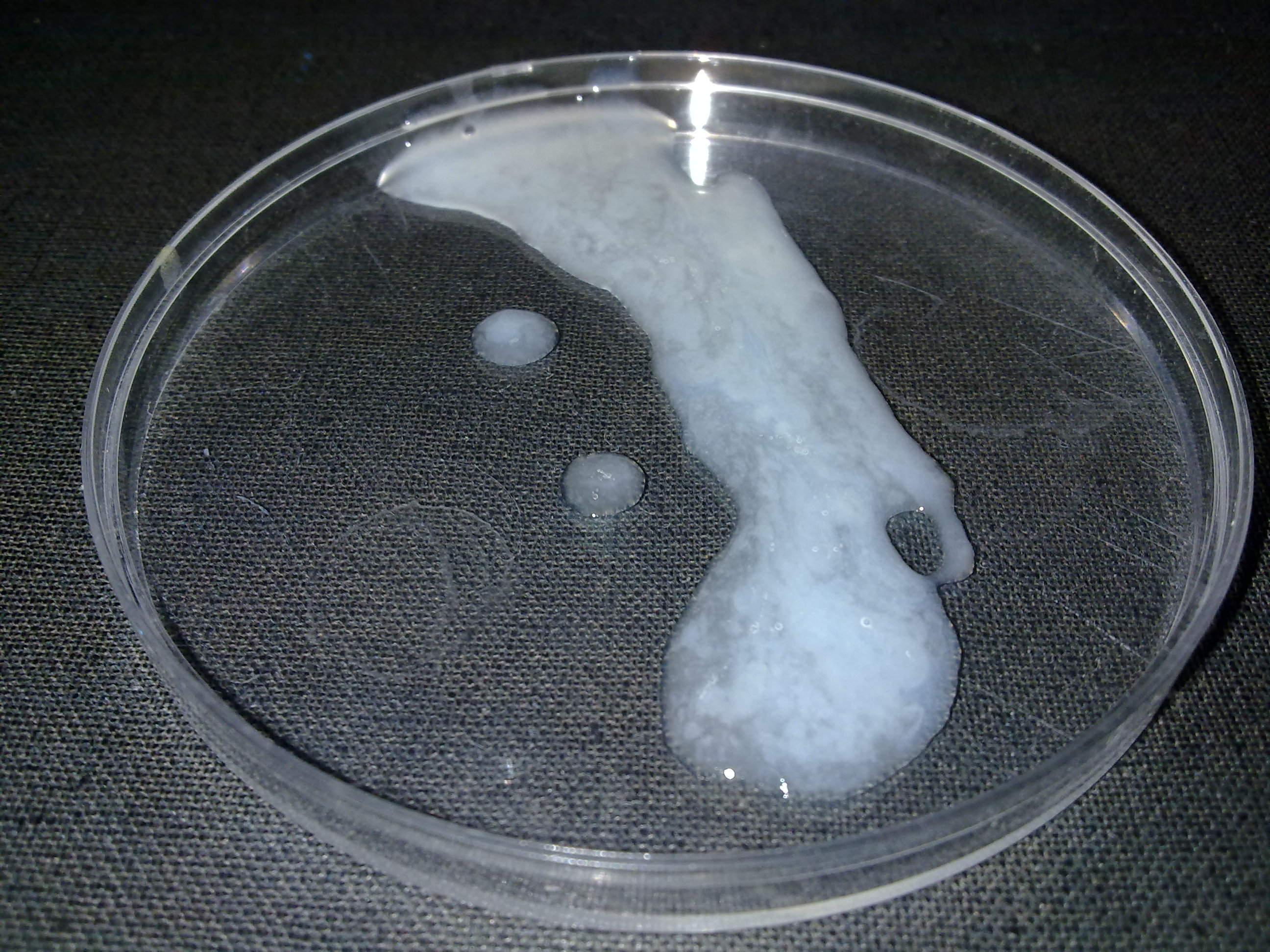
培養皿中的人類精液

在射精的過程中，精子会經過射精管，並與精囊、前列腺和尿道球腺的分泌物混合，形成精液。精囊所產生的淡黃色粘稠液體構成人類精液的7成左右，並富含果糖等物質。受雙氫睾酮影響的前列腺分泌物是一種呈白色的淡液（有時會呈無色透明），含有蛋白水解酶、檸檬酸、酸性磷酸酶和脂質。球囊尿道腺分泌液则主要负责潤滑尿道內腔。
哺育及促進精母细胞發展的塞爾托利氏細胞會分泌一種液體至生精小管，幫助精子能夠抵達生殖道。輸出小管的立方上皮細胞含有溶酶体和微绒毛，因此其可透過重吸收此一過程吸收一部分的睪丸液。精液一旦進入附睾管，含有吞饮小泡的主细胞便會分泌甘磷酸膽鹼，以防止过早的获能。大部分精液由附属腺体（精囊腺、前列腺和尿道球腺）產生。
人類的精漿包含有複雜的有機和無機成分。其能為在女性生殖道中移動的精子提供營養及保護。正常的陰道環境並不利於精子存活，因为它是酸性且粘稠的；精漿的成分能減輕此一問題。精液所帶有的氣味和味道主要是像腐胺、精胺、亞精胺以及尸胺般的鹼性胺類所致的。它們能中和陰道的酸性環境，避免精子所帶有的DNA變性。
負責生成精液的組織及其生成物如下：
| 腺體     | 生成百分比（大約） | 描述 |
| 睾丸     | 2-5％              | 每次射精會射出大約2-5億個精子，它們皆於睾丸中生成。已進行输精管切除术的男性所射出的精液並不含有精子。 |
| 精囊     | 65–75％            | 負責生成精液中的氨基酸、檸檬酸鹽、酶、黃素、果糖（每1毫升的精液含有2–5毫克的果糖，兼是精子细胞的主要能量來源，精子细胞完全依靠精漿中的糖來獲取能量）、磷酸膽鹼、前列腺素（抑制女性對外來精液的免疫反應）、蛋白質、維生素C、精液凝胶蛋白。             |
| 前列腺   | 25–30％            | 又稱攝護腺，負責生成精液中的酸性磷酸酶、檸檬酸、溶纤维蛋白酶、前列腺特异抗原、蛋白水解酶、鋅 （對於健康的男性而言，每1毫升的精液大约含有135±40微克的鋅。鋅有助於穩定精子細胞中含有DNA的染色質。鋅缺乏可能會導致生育力降低，並對精子发生構成壞影響）。 |
| 尿道球腺 | < 1％              | 負責生成精液中的半乳糖、黏液 （為在陰道和宮頸中的精子細胞提供一個相對較不粘稠的介質，增加精子的能動性，並防止它們從精液中擴散離開，使精液變得像帶粘性的果凍般）、尿道球腺液、唾液酸。                                                                 |

一份由世界卫生组织於1992年發表的報告指出，正常的人類精液的體積為2毫升或以上，pH值為7.2-8.0，每毫升的精液最少擁有20×106個精子、每次射精所包含的精子總數最少有40×106；在射精後的60分鐘內最少50％的精子能夠前進，當中最少25％能快速地前進。
一篇於2005年發表的综述發現，人類精液的成分和特性如下：
| 成分或特性                                                  | 每分升（100mL） | 每3.4毫升（平均體積*） |
| ----------------------------------------------------------- | --------------- | ---------------------- |
| 鈣（毫克）                                                  | 27.6            | 0.938                  |
| Ca2+離子（毫克）                                            | 0.948           | 0.0322                 |
| 氯化物（毫克）                                              | 142             | 4.83                   |
| 檸檬酸鹽（毫克）                                            | 528             | 18.0                   |
| 果糖（毫克）                                                | 272             | 9.25                   |
| 葡萄糖（毫克）                                              | 102             | 3.47                   |
| 乳酸（毫克）                                                | 62              | 2.11                   |
| 鎂（毫克）                                                  | 11              | 0.374                  |
| 鉀（毫克）                                                  | 109             | 3.71                   |
| 蛋白質（克）                                                | 5.04            | 0.171                  |
| 鈉（毫克）                                                  | 300             | 10.2                   |
| 尿素（毫克）                                                | 45              | 1.53                   |
| 鋅（毫克）                                                  | 16.5            | 0.561                  |
| 缓冲容量（β）                                               | 25              | 25                     |
| 滲透壓（mOsm）                                              | 354             | 354                    |
| pH值                                                        | 7.72            | 7.72                   |
| 粘度（釐泊）                                                | 3–7             | 3–7                    |
| *平均體積中含量已取至三位有效數字。其餘數據已於综述內提供。 |                 |                        |

### 外觀和濃度

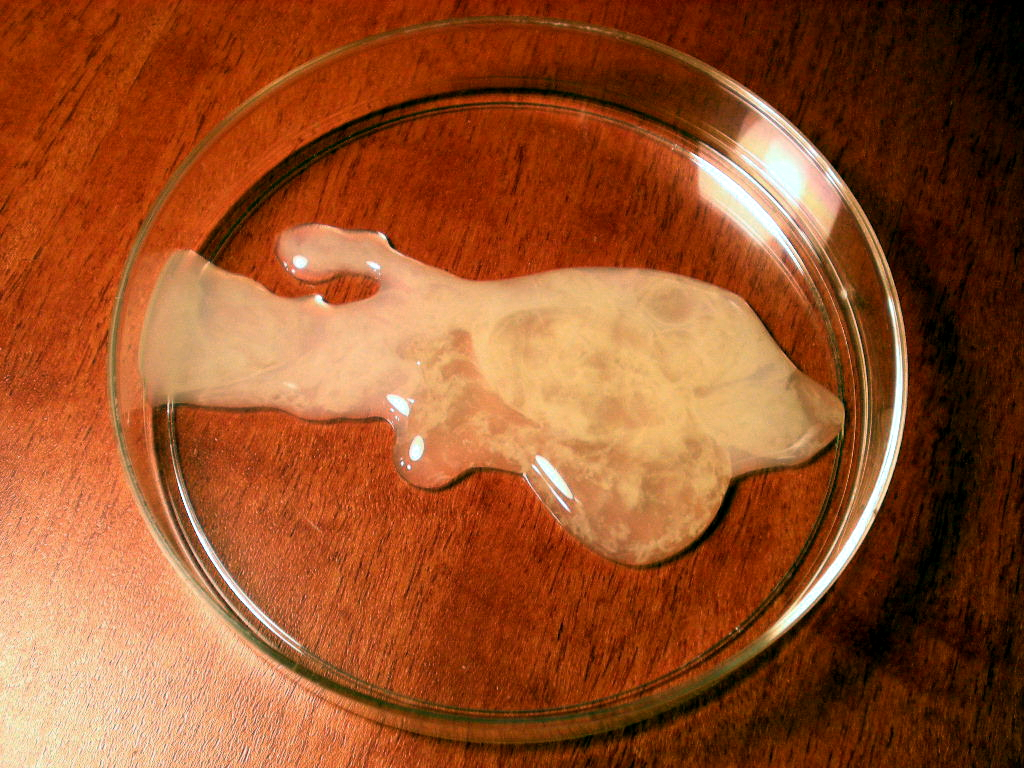
培養皿中的人類精液

精液通常是半透明的，並帶有白色、灰色或淡黃色的色調。若精液帶血，則可能呈粉紅色或微紅色，此一情況一般稱為血性精液；一旦持續發生血性精液的情況，當事人便有可能需尋求醫療協助，以找出潛在問題。
後半部分的精液會於射精後不久便會凝固成凝膠狀或果凍滴状物质，前半部分所射出來的精液則一般不會凝固。一般經過15-30分鐘後，精液中的前列腺特异抗原便會使其解凝。研究者推測，初始凝固有助精液保留於陰道內；而隨後的液化便會使精子釋放，助其移動至卵子的所在部分。
一篇於2005年發表的綜述發現，一般文獻會視精液的粘度為3-7釐泊。

### 體積
射精完畢後的精液體積時有變化，不過一般不多於1茶匙。1篇回顧了30項研究的綜述指出，平均一次射精量為3.4毫升，不過其高則5.0毫升，低則2.3毫升。1項以瑞典和丹麥男性为研究对象的研究，射精間隔時間延長會使精液中所含的精子數量增加，不過精子總量（殘留+已射出的精子）則不會增加。

## 醫學與臨床應用

### 精液品質
精液品質是指對精液授精能力的衡量。換句話說，即其是在衡量男性的生育能力。精液中所含的精子是人類自然繁殖中不可或缺的一部分，因此在量度精液質量時會同時考慮其數量和質量。
一些坊間的營養補充品可能會聲稱可以增加精液量，不過像是美国食品药品监督管理局等單位並沒有認可並授與任何合格認證給予這樣的药品，且目前沒有科學證據支持該些聲稱。一些關於傳統壯陽食物的類似聲稱亦同樣欠缺科學驗證。

### 儲存
有一些方法可以延長精液品質的減損速度，並保存精液以供之後使用。已射出的精液可儲存於像伊利尼变温稀释液般的稀释液中，用以於7天內保持與卵子結合受精的能力。伊利尼变温稀释液的成分包括好幾種鹽、糖和抗菌劑，並充入了二氧化碳。精子冷藏可以使精子於體外保存較長的時間。目前記錄顯示，以此一方法保存的人類精子最長可於21年後仍保有與卵子結合受精的能力。

### 對雌性的益處
雌性可能從吞取並吸收精液中獲得好處。比如雄性昆蟲會經由射精把營養素轉移給雌性；人類和牛的精液皆具有抗病毒和抗菌性；鳥類和哺乳動物的精液皆檢測到像乳酸桿菌般的益菌。

### 症狀

#### 精液帶血（血性精液）
血性精液可能是肉眼可見的，亦可能是不可見的（只能透過顯微鏡觀察）。可能的成因包括炎症、感染、阻塞、男性生殖道受損，以及尿道、睾丸、附睾和前列腺这些部分存有潛在問題。它通常可在沒有治療或使用抗生素的情況下痊癒，但若情況持續，便可能需要進一步進行精液分析等測試，以找出問題根源。

#### 精液過敏
極少數人會對精液產生過敏反應，此一情況一般稱為精液过敏。典型表現為在接觸精液後產生局部或全身過敏反應。不過精液中沒有任何一種蛋白質會引起患者的相關反應。不論該次性交是否首次，症狀皆有可能會在接觸精液後出現。若症狀於使用避孕套後不會出現，便可更進一步確定為精液過敏。脫敏療法能有效地治療此症。

### 疾病传播
许多性傳染病和病原体可經由精液传播，比如HIV、伊波拉病毒。吞嚥精液本身不會在咂陽之上再帶來額外風險。從事咂陽的潛在風險包括傳播/感染像人類乳突病毒、單純皰疹病毒般的病原體，繼而引起性传播疾病。相關風險会在口中有傷口、開放性潰瘍，以及牙齦出血的人中增加。

## 刑事鑑識學

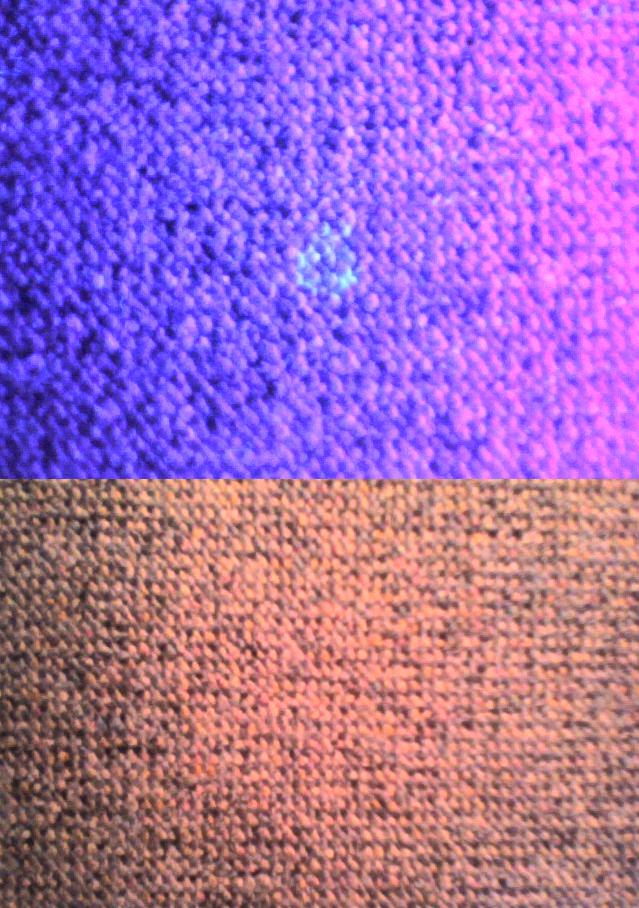
地毯上的精液痕跡（上：有紫外光照射；下：沒有紫外光照射）

在英國秘密情報局起始運作時，其發現精液是一種很好的隱形墨水。首任局長曼斯菲爾德·史密斯-康明形容它是：「每個男性自身所有的自来水笔。」精液在紫外線照射下會顯示出明顯的痕跡，較口水明顯，但又不像血液般容易辨識，因此被應用在間諜活動中。
此外精液也作為一種刑事鑑識學中一種重要的證據，主要使用在性犯罪的鑑定中。藉由對犯罪現場或是受害人體內殘留的精液進行生物跡證鑑定，藉由確認體液是否為精液或是分析DNA的方式來作為刑事證據。
一些精液鑑定常見的方法包括：酸性磷酸酵素法、顯微鏡觀察、前列腺抗原商用鑑定盒等。

## 傳統文化

### 精液與「氣」
中国古代称精液为“精”、“精华”、“元阳”，将其视为男性生命力之源。中國諺語「一滴精，十滴血」便闡述了此概念。因而反对男性手淫，强调男性应尽量减少射精，避免精尽人亡。在《金瓶梅》（西门庆纵欲而亡）和《红楼梦》（贾瑞精尽人亡）中都有表现。氣功界也強調一種名為「精」的能量形體，一種需要人去發展及積累的能量。氣功界认为，「精」屬於一種性能量，由此，射精是一種能量自耗最大的行為。根據氣功理論，在受到性刺激時，身體上的能量會遁各種途徑轉向並移至性器官內，而接著發生的性高潮及射精作用便會終究把處於性器內的能量完全釋出。
一些人們亦認為女性有『精』，其存於在子宮內並在高潮間釋放，並相信過分保存會引致女性歇斯底里。

### 古希臘哲學
古希臘哲學家亚里士多德曾認為精液是一種十分重要的物質：「亚里士多德認為精液是血液中的營養的残余物，且該些營養物的溫度和成分皆已調至最佳。並認為精液只能透過男性射出的原因在於只有男性才具有將血液轉化成精液所必需的热气。」此外其亦認為精液跟食物之間存有直接的關係，他指出：「精子是我們食物的分泌物。通俗一點地說，它是我們食物中最完美的成分。」
食物和發育之間的關係亦使得亞里士多德警告人們：「不要在太年輕的時候就從事性行為，因為這會使身體發育所必需的營養轉向用作生成精液，繼對其構成壞影響。最好在發育開始自然減緩時才從事性行為，因為身高或多或少已經確定，該些營養已不會再用作發育，故此用作生成精液亦沒大問題。」
此外「亞里士多德指出『種子』主要藏於眼睛周圍的區域，認為性放縱會對眼睛構成普遍認可的影響。這暗示他認為『種子』源於眼睛區域的液體。」此一觀點可由畢達哥拉斯派的信念來解釋，他們認為「精液乃一滴大腦（τὸ δε σπέρμα εἶναι σταγόνα ἐγκέφαλου）。」
斯多葛哲學將道種（logos spermatikos，亦即原初之道）理解為產生被動物質的充足理由律。猶太哲學家斐洛同樣視精液為男性播於女性的靈魂中的美德種子。

### 宗教觀點
精液在世界各地的原始神話中被認為在一定程度上跟母乳類似。在巴厘島的傳統中，會以歸還母乳此一句來比喻精液或射精。古希臘宗教視精液為一種瘴氣，瘴氣出現後人們往往會進行淨化儀式。古羅馬人認為蘭科（orchid）植物的雙球莖類似於睾丸，睾丸炎的英語「orchiditis」亦由此衍生。他們認為蘭科植物的花源於精靈薩堤爾性交時所洒出的精液。
一些前工業社會主張精液等體液都應保留於體內，因為當地的人民相信這些液體具有魔力。血液就是其中一個例子。而精液亦被廣泛地認為是超自然力量的起源及顯現的效果。由此精液被他們認定為該獲得尊敬的神聖之物。古苏美尔人相信精液是「水神恩基賦予人類的神聖物質:28。」他們相信神的精液具有神奇的生成能力:49。苏美尔宗教相信，恩基的種子撒至地上後令八種本應不存在的植物自發性地生長:49，並相信他在原無一物的河床自慰射精後，便生成了底格里斯河和幼发拉底河這兩條河:32、49。苏美尔人亦認為雨水是天神安努的精液，它們從天而降的目的在於使大地女神祺授精，使她生下地球上所有的植物。
基督教早期教父伊皮法纽（Epiphanius）記載道巴碧羅靈知派等靈知派視精液為基督的身体。靈知派文獻《神聖智慧》和《真理的見證》嚴厲譴責這種想法。基督教神學家克莱曼特則認為身體的血跟道有關，视其为靈魂的成分，並指出有些人認為：「動物之精液大體上是其血液的泡沫。」克莱曼特的宣稱反映了早期基督教的觀點：「種子不應該被浪費，亦不應被疏忽；若不能生長，則不要播種。」

### 吞精文化
在一些文化中，精液被認為具有男性化的特殊功用。比如在巴布亚新几内亚的艾托羅人相信：年轻男子為长辈口交，并咽下長輩的精液，才能夠达到性成熟。青春期前和青春期後的男性皆被要求從事這種行為。這種行為也有可能促使該族及其他部落的同性性行為文化。

## 現代文化

### 流行文化
在藝術層面及普及文化中，精液長久以來都被視為禁忌題材。
安德里斯·塞拉諾（Andres Serrano）在1990年發表的"Blood and Semen II"（血與精II）包含了有關體液的相片，因其中一些涉及精液而引起爭議。一些人批評他創作具冒犯性的藝術作品，但一些人則替他辯護，認為這正好體現了藝術自由。他的照片被加載於兩張金屬樂隊的音樂專輯封面，分別是Load及ReLoad。照片中，強光透過明膠片照射著四散的精液、血液和尿液。
最近，講及精液的電影（儘管具有爭議）只有諸如情迷索瑪莉（1998）、Happiness（1998）、美國派（1999）、驚聲尖笑（2000）、驚聲尖笑2（2001）、賤熊2和猛鬼範-懷爾德（National Lampoon's Van Wilder）（2002）。無厘取鬧（2006）中有一幕克里斯·龐蒂斯（Chris Pontius）飲下馬的精液之片段。賤熊2（2015）中有一幕講述主角約翰·班奈特（马克·沃尔伯格飾）於精子銀行為其泰迪熊好友「泰德」（塞思·麥克法蘭配音）捐獻精子時不慎打翻了放滿不合格精液樣本的櫃子導致約翰全身被精液沾污並慘遭泰德拍照上傳直Facebook的搞笑場面。

### 色情文化
精液是當代色情文化中重要的要素，在色情影片中，以射精及精液為主題的畫面場景稱為射精鏡頭。這種鏡頭以「顯示出強大能量射精」來替觀眾帶來視覺刺激。色情影片的片商可能會使用大量的精液或是發生在特定部位的射精來滿足觀眾的視覺慾望。

### 俚語與委婉語
在世界各種語言，「精液」都有各種各樣的委婉語及粗直語。比如在汉语中就有、豆漿、牛奶、牛奶豆漿、豆漿牛奶、奶精、嘉明、阿明、人精、米青。

### 法律問題
在台灣，意圖營利，從事生殖細胞、胚胎之買賣或居間介紹者，將違反《人工生殖法》第31條，處二年以下有期徒刑、拘役或科或併科新臺幣二十萬元以上一百萬元以下罰金。

## 参見
- 飲精
- 安全期
- 體液

### 引用
1. ↑  .   [2019-06-09]. （原始内容存档于2019-08-19）.
2. ↑  .   [2019-06-09]. （原始内容存档于2020-02-04）.
3. 1 2  Cecie Starr; Christine Evers; Lisa Starr. . Cengage Learning. 2010: 630–631  [2010-12-09]. ISBN 1133170056. （原始内容存档于2016-01-01）.
4. 1 2  Edward J. Denecke Jr. . Barron's Educational Series. 2006: 105  [2014-12-09]. ISBN 0764134337. （原始内容存档于2015-03-26）.
5. 1 2  Janczewski, Z. and Bablok, L. . Archives of Andrology. 1985, 15 (2-3): 199–205. PMID 3833078. doi:10.3109/01485018508986912.
6. 1 2  Mann, T. . London: Methuen & Co; New York: John Wiley & Sons. 1954  [November 9, 2013].
7. ↑  Guyton, Arthur C.  8th. Philadelphia: W.B. Saunders. 1991: 890–891. ISBN 0-7216-3994-1.
8. ↑  Harvey, Clare. . Nature. 1948, 162 (4125): 812. PMID 18121921. doi:10.1038/162812a0.
9. ↑  Canale, D.; Bartelloni, M.; Negroni, A.; Meschini, P.; Izzo, P. L.; Bianchi, B.; Menchini-Fabris, G. F. . International Journal of Andrology. 1986, 9 (6): 477–80. PMID 3570537. doi:10.1111/j.1365-2605.1986.tb00909.x.
10. ↑  World Health Organization. . Cambridge, UK: Cambridge University Press. 2003: 60  [November 9, 2013]. ISBN 0-521-64599-9.
11. 1 2 3  Owen, D. H.; Katz, DF. . Journal of Andrology. 2005, 26 (4): 459–69. PMID 15955884. doi:10.2164/jandrol.04104.
12. ↑  .   [30 December 2016]. （原始内容存档于2014-04-17）.
13. 1 2 3  Gallup, Gordon G; Burch, Rebecca L.  (PDF). Evolutionary Psychology. 2004, 2 (5): 12–23  [January 10, 2012]. （原始内容 (PDF)存档于2016-10-24）.
14. ↑  Dean, Dr. John. .   [December 7, 2006]. （原始内容存档于2015-11-08）.
15. ↑  Baker, R. . Animal Behaviour. 1993, 46 (5): 861. doi:10.1006/anbe.1993.1271.
16. ↑  Balk, S. P.; Ko, YJ; Bubley, GJ. . Journal of Clinical Oncology. 2003, 21 (2): 383–91. PMID 12525533. doi:10.1200/JCO.2003.02.083.
17. ↑  Richthoff, J.; Rylander, L; Hagmar, L; Malm, J; Giwercman, A. . Human Reproduction. 2002, 17 (9): 2468–73. PMID 12202443. doi:10.1093/humrep/17.9.2468.
18. 1 2  Watson, PF. . Reproduction, Fertility and Development. 1993, 5 (6): 691–9. PMID 9627729. doi:10.1071/RD9930691.
19. ↑   (新闻稿). Planer.   [August 23, 2013]. （原始内容存档于2018-03-03）.
20. 1 2  Poiani, Aldo. . Behavioral Ecology and Sociobiology. July 2006, 60 (3): 295–296  [April 25, 2017]. doi:10.1007/s00265-006-0178-0. （原始内容存档于2018-11-22）.
21. ↑  Bernstein, Jonathan A. . Postgraduate Medicine. 2011. doi:10.3810/pgm.2011.01.2253.
22. ↑  Sublett, J. Wesley; Bernstein, Jonathan A. . Mount Sinai Journal of Medicine. 2011. doi:10.1002/msj.20283.
23. ↑  .   [30 December 2016]. （原始内容存档于2018-10-19）.
24. ↑  Rosenthal, Sara. The Gynecological Sourcebook, McGraw-Hill Professional, 2003, ISBN 0-07-140279-9 p151
25. ↑  Dianne Hales. . Cengage Learning. 2008: 269–271  [July 13, 2014]. ISBN 0495391921. （原始内容存档于2013-12-31）.
26. ↑  .   [2018-03-04]. （原始内容存档于2019-08-31）.
27. ↑  . catalog.digitalarchives.tw.   [2018-11-22]. （原始内容存档于2022-07-09） （中文（臺灣））.
28. ↑  Gary J. Clyman.  (PDF).   [2013-11-08]. （原始内容存档 (PDF)于2013-11-09）.
29. ↑  Kee Hong. . （原始内容存档于2007-11-02）.
30. ↑  Roach, Mary. . New York: W.W. Norton & Co. 2009: 214. ISBN 9780393334791.
31. ↑  Salmon, J.B.; L. Foxhall. . Routledge. 1998: 158.
32. ↑  Sumathipala, A. . The British Journal of Psychiatry. 2004, 184 (3): 200–9. PMID 14990517. doi:10.1192/bjp.184.3.200.
33. ↑  Aristotle. . Richard Kraut (trans.). Oxford UP. 1997: 152  [November 9, 2013]. ISBN 978-0-19-875114-4.
34. ↑  Onians, R. B. . Cambridge. 1951: 203. ISBN 0-405-04853-X.
35. ↑  Diogenes Laertius, Life of Pythagoras, 19. 的存檔，存档日期2016-04-06. Smith, Justin E. H. . Montreal: Concordia University. 2006: 5  [2015-10-24]. ISBN 978-0-511-21763-0. （原始内容存档于2015-09-24）.
36. ↑  Tripolitis, Antonia. . Wm. B. Eerdmans Publishing. 2002: 37–38. ISBN 0-8028-4913-X.
37. ↑  "And when she (intelligence) lives as a comely wife with comely Reason (Logos), that is with virtuous Reason, this self-same Reason himself undertakes the care of her, sowing, like a husband, the most excellent concepts in her." Philo, De Spec. Leg., § 7. Mead, G.R.S. .  I. London and Benares: The Theosophical Publishing Society. 1906: 222  [2018-03-03]. ISBN 0-87728-947-6. （原始内容存档于2010-12-04）.
38. ↑  Bellows, Laura J. . 2003. OCLC 224223971.[页码请求]
39. ↑  Parker, Robert. 1996. Miasma: Pollution and Purification in Early Greek Religion. Oxford University Press.
40. ↑  Walker, Barbara. . San Francisco: HarperSanFrancisco. October 19, 1988: 57  [February 23, 2007]. ISBN 0-06-250923-3. （原始内容 (Trade PB)存档于2011-02-19）.
41. 1 2 3 4  Leick, Gwendolyn, , New York City, New York: Routledge, 2013 [1994], ISBN 978-1-134-92074-7
42. ↑  Dening, Sarah. . . London, England: Macmillian. 1996  [2018-03-04]. ISBN 978-0-02-861207-2. （原始内容存档于2010-09-01）.
43. ↑  Jacobsen, Thorkild. . New Haven, Connecticut: Yale University Press. 1987: 184. ISBN 0-300-07278-3.
44. 1 2 3  Nemet-Nejat, Karen Rhea, , Daily Life, Greenwood: 182, 1998, ISBN 978-0313294976
45. ↑  Epiphanius, Panarion, 26, 4.
46. ↑  I.e., the Simonians; Epiphanius, Panarion, 21, 4.
47. ↑  "We have heard that there are men on the earth who take the sperm of men and the flux of women, and mix them with lentils and eat them, saying, 'We believe in Esau and Jacob'" (386–387). Mead, G.R.S. . London: The Theosophical Publishing Society. 1896: 390  [November 9, 2013]. ISBN 1-4179-1276-6. （原始内容存档于2013年11月9日）.
48. ↑  Meyer, Marvin. . . trans. Birger A. Pearson. Harper Collins. 2007: 624. ISBN 978-0-06-052378-7.
49. ↑  "And that the blood is the Word, is testified by the blood of Abel, the righteous interceding with God." Clement of Alexandria, The Paedagogus, 1, 47. （页面存档备份，存于）
50. ↑  Cf. Leviticus 17:14; Clement of Alexandria, The Paedagogus, 1, 39.
51. ↑  Clement of Alexandria, The Paedagogus, 1, 48.
52. ↑  Clement of Alexandria, The Paedagogus, 2, 91. See also: Onan.
53. ↑  Robert T. Francoeur, Raymond J. Noonan (2004) The Continuum Complete International Encyclopedia of Sexuality （页面存档备份，存于） p.819
54. ↑  Hank Hyena. . September 16, 1999. （原始内容存档于2015-04-20）.
55. ↑  Herdt, Gilbert (editor). . University of California Press. January 28, 1993  [2013-11-08]. ISBN 978-0-520-08096-6. （原始内容存档于2013-06-29）.
56. ↑  .   [2013-11-08]. （原始内容存档于2015-11-18）.
57. ↑  .   [2013-11-08]. （原始内容存档于2014-04-23）.
58. ↑  Williams, Linda. . Berkeley: University of California Press. 1989  [2018-11-22]. ISBN 0520066529. （原始内容存档于2018-09-28） （英语）.
59. ↑  Aydemir, Murat. . Minneapolis: University of Minnesota Press. 2007  [2018-11-22]. ISBN 9780816654413. （原始内容存档于2021-07-06） （英语）.
60. ↑  . 法務部全國法規資料庫.   [2021-02-04]. （原始内容存档于2021-02-01）.

### 書籍
- Mann T, Lutwak-Mann C. 1981. 《男性生殖力和精液》。柏林：Springer-Verlag. ISBN 3-540-10383, ISBN 0-387-10383.
- Shivaji S, Scheit K-H, Bhargava PM. 1990. 《精浆中的蛋白质》。纽约：John Wiley & Sons. ISBN 978-0-471-84685-7.